# Pommac
Pommac är en svensk läskedryck som funnits sedan 1919. Receptet är hemligt men innehåller bland annat äppel- och hallonjuice från koncentrat. Extraktet påstås ha fått mogna tre månader på ekfat.

## Historik

### Ursprunget

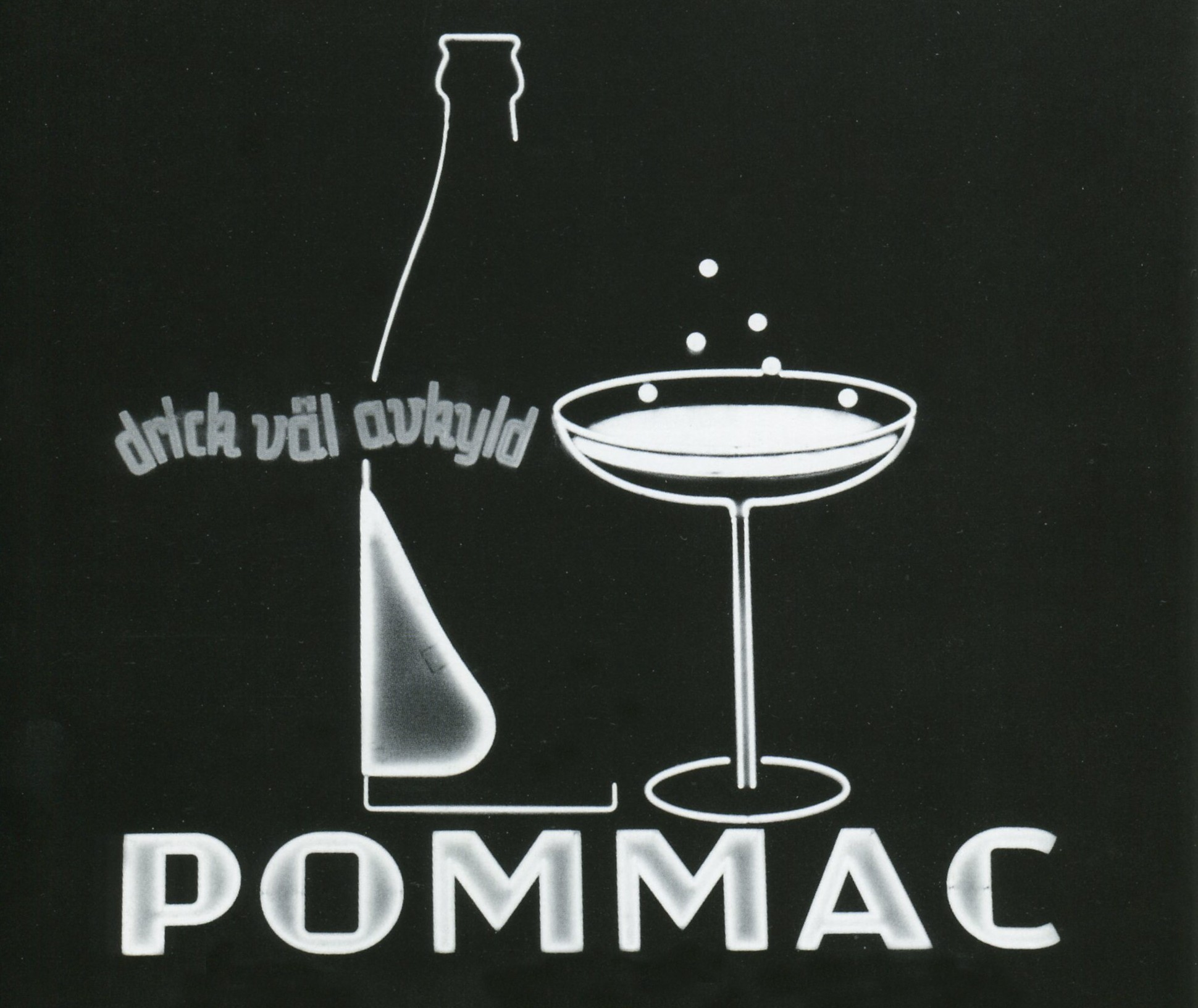
Pommac-skylten vid Stureplan, 1930-tal

Pommac skapades av fabrikör Anders Lindahl (född i Stora Mellösa socken i Närke 1860). Han tillverkade också läkemedel som Lazarol och Lazarin (vilket ungefärligen motsvaras av Desivon och Salubrin idag) och tvättmedlet Vita Tvättbjörn. Anders Lindahl ägde ett antal fabriker, bland annat Kallebäcks Vattenfabrik i Göteborg, som låg där nuvarande Världskulturmuseet är byggt idag. Där verkade laboratoriechef Albert Vilhelm Nummelin (1887-1960), som blandade ihop olika extrakt som blandades med vatten och kolsyresattes. De olika blandningarna skickades till Stockholm där de provsmakades av Anders Lindahl. Den slutgiltiga versionen döptes till Pommac, vars namn är en kombination av "Pomm", första delen av champagnemärket Pommery - på grund av dryckens likhet med champagne – och "ac", sista delen av cognac, för att den lagras på ekfat för konjak.
Pommacs stora genombrott kom på Göteborgsutställningen 1923. Efter Lindahls död 1932 drevs företaget AB Fructus, som tillverkade Pommac, vidare av sonen Frithjof Lindahl. Fructus kom till Ulvsunda Industriområde i Stockholm 1940 och Fructus fabrikslokal, "Fructushuset", är numera Q-märkt. Under åren gjordes enorma reklamkampanjer. 1945 inbjöds en rad kända konstnärer till en Pommac-tävling, däribland Isaac Grünewald, Sven X:et Erixon, Stellan Mörner, Otte Sköld, Otto G Carlsund och Aili Pekonen.
Pommac marknadsfördes till en början mot medelklassen som ett alkoholfritt alternativ till vin. I reklamen dracks Pommac bara av finklädda vuxna. Pommac har alltid varit lite exklusivare än vanlig läsk och är ännu idag ofta dyrare än annan läsk, bland annat genom att den säljs på 1,4-liters flaskor till skillnad från de vanligare 1,5-litersflaskorna.

### På senare år
Delar av AB Fructus Fabriker såldes 1991 till Flavoring i Norrköping som också tog över tillverkningen av många av extrakten för läskedrycksindustrin.
Carlsberg beslutade 2004 att lägga ned produktionen på grund av dryckens svikande försäljningssiffror, men efter att 50 000 namn samlats in i protest, omprövade Carlsberg beslutet och fortsätter försäljningen.
2017 uppgav Carlsberg att Pommac-extraktet köps från Firmenich.

## Stor flaska
Till nyår säljs Pommac i 1,5-liters glasflaska (magnumbutelj) med champagnekork.

## Marknad utanför Sverige

### Finland
Pommac introducerades i Finland i början av 1930-talet. Den marknadsförs numera av Hartwall och tillhör Finlands tio bäst säljande läskedrycker.

### Andra länder
Drycken har sålts i Norge och fanns även som isglass, men har numera försvunnit från marknaden.
Under 1960-talet introducerade Dr Pepper Pommac i USA, men utan uthållig framgång.